# Laguna Magdalena (San Juan Ixcoy)
A  Laguna Magdalena  é um lago localizado na Guatemala. Localiza-se no departamento de Huehuetenango, Município de San Juan Ixcoy.